# サッカーポーランド女子代表
サッカーポーランド女子代表（サッカーポーランドじょしだいひょう）は、ポーランドサッカー協会(英: Polish Football Association, 略称：PFA)によって編成されるサッカーのナショナルチーム。欧州サッカー連盟(UEFA)に所属している。
女子ワールドカップ、オリンピックともに出場はない。

## ワールドカップの成績
- 1991 - 予選敗退
- 1995 - 予選敗退
- 1999 - 予選敗退
- 2003 - 予選敗退
- 2007 - 予選敗退
- 2011 - 予選敗退
- 2015 - 予選敗退
- 2019 - 予選敗退
- 2023 - 予選敗退

## オリンピックの成績
- 1996 - 予選敗退
- 2000 - 予選敗退
- 2004 - 予選敗退
- 2008 - 予選敗退
- 2012 - 予選敗退
- 2016 - 予選敗退
- 2020 - 予選敗退
- 2024 - 参加資格なし

## UEFA欧州女子選手権の成績
- 1984 - 不参加
- 1987 - 不参加
- 1989 - 不参加
- 1991 - 予選敗退
- 1993 - 予選敗退
- 1995 - 予選敗退
- 1997 - 予選敗退
- 2001 - 予選敗退
- 2005 - 予選敗退
- 2009 - 予選敗退
- 2013 - 予選敗退
- 2017 - 予選敗退
- 2022 - 予選敗退
- 2025 - 出場権獲得

## FIFAランキング
- 最新順位 - 32位(2024年8月)
- 初登場 - 31位(2003年7月)
- 最高順位 - 27位(2010年5月)
- 最低順位 - 36位(2018年6月)

出典: FIFA Women's Ranking

## 選手
- マリア・マコウスカ（英語版） (代表最多出場選手)